# Тарасов, Дмитрий Захарович
Дми́трий Заха́рович Тара́сов (25 сентября 1916, Большой Кушум, Самарская губерния — 27 июня 1941) — командир звена 21-го дальнебомбардировочного авиационного полка 22-й авиационной дивизии 4-го авиационного корпуса дальней бомбардировочной авиации, участник Великой Отечественной войны, Герой Советского Союза, лейтенант.

## Биография
Родился 25 сентября 1916 года в селе Большой Кушум (ныне — Балаковского района Саратовской области). Окончил Энгельсскую военную авиационную школу в 1938 году. Служил в частях дальней авиации.
27 июня 1941 года полк Тарасова получил задание остановить колонну немецких танков. Бомбардировщики атаковали колонну и заставили её замедлиться. Во время второго захода бомбардировщик был атакован вражескими истребителями. Самолёт загорелся, и все попытки потушить пламя в воздухе оказались безуспешными. Тогда Тарасов принял решение идти на таран немецкой колонны. Взорвавшийся при падении бомбардировщик уничтожил несколько танков и автомашин противника. Тарасов погиб.
Указом Президиума Верховного Совета СССР «О присвоении звания Героя Советского Союза начальствующему составу Военно-воздушных сил Красной Армии» от 20 июня 1942 года за «образцовое выполнение боевых заданий командования на фронте борьбы с немецкими захватчиками и проявленные при этом отвагу и геройство» удостоен звания Героя Советского Союза.

## Память
- В г. Балаково Саратовской области с начала 1980-х годов проходит ежегодный открытый турнир по греко-римской борьбе памяти Героя Советского Союза Д. З. Тарасова[3].
- В с. Большой Кушум Саратовской области установлен памятный бюст.

## Награды
- Орден Ленина.